# Giacomo Berlato
Giacomo Berlato (Schio, 5 februari 1992) is een Italiaans wielrenner die anno 2018 rijdt voor MsTina Focus. Eerder reed hij voor onder meer Nippo-Vini Fantini; namens deze ploeg deed hij tweemaal mee aan de Ronde van Frankrijk en de Ronde van Italië.
Zijn zus Elena was eveneens professioneel wielrenster.

## Overwinningen
2010
2e etappe Giro della Lunigiana
2014
Trofeo Città di San Vendemiano
Ruota d'Oro

## Resultaten in voornaamste wedstrijden
| Jaar | Ronde van Italië | Ronde van Frankrijk | Ronde van Spanje |
| ---- | ---------------- | ------------------- | ---------------- |
| 2015 | 101e             |                     |                  |
| 2016 | opgave           |                     |                  |
| 2017 |                  |                     |                  |
| 2018 |                  |                     |                  |

| Jaar | Amstel Gold Race | Ronde van Lombardije |
| ---- | ---------------- | -------------------- |
| 2015 | opgave           | opgave               |
| 2016 | opgave           |                      |
| 2017 |                  | opgave               |
| 2018 |                  |                      |

## Ploegen
- 2015 –  Nippo-Vini Fantini
- 2016 –  Nippo-Vini Fantini
- 2017 –  Nippo-Vini Fantini
- 2018 –  MsTina Focus

Berlato · Bisolti · Chaparro · Colli · Cunego · De Negri · Filosi · Grosu · Ishibashi · Kuroeda · Malaguti · Marini · A.Nibali · Pozzo · Stacchiotti · Viola · Yamamoto · Onesti (stagiair)
Arredondo · Bagioli · Berlato · Bisolti · Canola · Cunego · De Negri · Filosi · Grosu · Ito · Kobayashi · Koishi · Kuboki · Marangoni · Marini · Nakane · Santaromita · Stacchiotti · Uchima · Bou (stagiair) · Cima (stagiair) · Nishimura (stagiair)
Andrei · Berlato · Cojanu · Dima · Dobre · Marcelli · Marini · Sdrăilă · Sînza · Stacchiotti · Stan · Zurlo